# Willkommen 20xx
Willkommen 20xx ist eine Silvestershow, die seit dem 31. Dezember 2010 jährlich im ZDF ausgestrahlt wird.

## Inhalt der Sendung
Die Show zeigt live die Silvesterparty am Brandenburger Tor auf der Straße des 17. Juni bis zur Siegessäule in Berlin; unter anderem treten nationale und internationale Künstler auf.
Wegen der Energiekrise stand die Sendung Willkommen 2023 auf der Kippe. Nach einigen Änderungen fand die Sendung auf einer kleineren Bühne erstmalig von der Ostseite auf dem Pariser Platz statt. Es konnten aus Sicherheitsgründen nur wenige Tausend Menschen vor der Bühne stehen.

## Fernsehausstrahlung
Das ZDF löste RTL II ab, die 2009 die große Silvesterparty vom Brandenburger Tor mit Spitzen-Quoten zeigte. Die erste Ausgabe wurde in der Silvesternacht 2010 um 23:00 Uhr im ZDF ausgestrahlt, direkt nach der Musikshow Die ZDF-Hitparty, die um 21:30 Uhr startete. Ab der Silvesternacht 2011 wurde die Show um 21:45 Uhr ausgestrahlt, ebenfalls direkt nach der Show Die ZDF-Hitparty, die deshalb bereits um 20:15 Uhr startete. In der Silvesternacht 2015 wurde im Vorfeld die Musikshow Guten Rutsch! gezeigt. Ab der Silvesternacht 2016 begann die Show bereits um 20:15 Uhr. In der Silvesternacht 2018 kehrte die Sendung wieder auf den Sendeplatz um 21:45 Uhr zurück. In der Silvesternacht 2019 lief die Show erneut um 20:15 Uhr. In der Silvesternacht 2020 begann die Sendung wieder später um 21:45 Uhr. In der Silvesternacht 2021 erfolgte wieder ein Wechsel auf die Anfangszeit 20:15 Uhr.

## Ausgaben
| Ausgabe | Titel           | Sendeplatz               | Moderation           | Moderation         | Zuschauerzahl  |
| ------- | --------------- | ------------------------ | -------------------- | ------------------ | -------------- |
| 01      | Willkommen 2011 | 31. Dez. 2010, 23:00 Uhr | Mirjam Weichselbraun | Norbert Lehmann    | 3,99 Millionen |
| 02      | Willkommen 2012 | 31. Dez. 2011, 21:45 Uhr | Mirjam Weichselbraun | Joko und Klaas     | 3,52 Millionen |
| 03      | Willkommen 2013 | 31. Dez. 2012, 21:45 Uhr | Mirjam Weichselbraun | Joko und Klaas     | 3,11 Millionen |
| 04      | Willkommen 2014 | 31. Dez. 2013, 21:45 Uhr | Andrea Kiewel        | Alexander Mazza    | 4,11 Millionen |
| 05      | Willkommen 2015 | 31. Dez. 2014, 21:45 Uhr | Andrea Kiewel        | Alexander Mazza    | 3,58 Millionen |
| 06      | Willkommen 2016 | 31. Dez. 2015, 21:45 Uhr | Andrea Kiewel        | Matze Knop         | 3,63 Millionen |
| 07      | Willkommen 2017 | 31. Dez. 2016, 20:15 Uhr | Andrea Kiewel        | Johannes B. Kerner | 3,21 Millionen |
| 08      | Willkommen 2018 | 31. Dez. 2017, 20:15 Uhr | Andrea Kiewel        | Johannes B. Kerner | 2,98 Millionen |
| 09      | Willkommen 2019 | 31. Dez. 2018, 21:45 Uhr | Andrea Kiewel        | Johannes B. Kerner | 3,04 Millionen |
| 10      | Willkommen 2020 | 31. Dez. 2019, 20:15 Uhr | Andrea Kiewel        | Johannes B. Kerner | 2,99 Millionen |
| 11      | Willkommen 2021 | 31. Dez. 2020, 21:45 Uhr | Andrea Kiewel        | Johannes B. Kerner | 3,58 Millionen |
| 12      | Willkommen 2022 | 31. Dez. 2021, 20:15 Uhr | Andrea Kiewel        | Johannes B. Kerner | 2,25 Millionen |
| 13      | Willkommen 2023 | 31. Dez. 2022, 20:15 Uhr | Andrea Kiewel        | Johannes B. Kerner | 3,05 Millionen |
| 14      | Willkommen 2024 | 31. Dez. 2023, 20:15 Uhr | Andrea Kiewel        | Johannes B. Kerner | 3,11 Millionen |
| 15      | Willkommen 2025 | 31. Dez. 2024, 20:15 Uhr | Andrea Kiewel        | Johannes B. Kerner |                |